# Electroforesi capil·lar
L'electroforesi capil·lar (EC) és una tècnica de separació utilitzada en diferents àrees de la química i la bioquímica per a separar les diferents molècules presents en una dissolució d'acord amb la relació massa/càrrega d'aquestes. La separació es duu a terme en un tub buit de diàmetre molt petit (menys de 50 µm de diàmetre), per aquest motiu rep el nom de capil·lar.

## Procediment
Dins del capil·lar de separació es troba la dissolució que conté els anàlits o les molècules a separar i el tampó o mitjà electrolític, que és l'encarregat de conduir el corrent. L'interior es troba format per grups silanol (Si-OH), els quals en ser desprotonats (Si-O), eleven considerablement el pH i afavoreixen la presència d'anàlits específics.
La separació es duu a terme segons la relació massa/càrrega de les diferents molècules. Perquè això sigui possible és necessari aplicar una diferència de potencial (de 100 a 500 V/cm) entre els dos extrems del capil·lar que farà que les molècules es moguin cap a un extrem o un altre del capil·lar. Els cations cap al pol negatiu i els anions cap al pol positiu.
A més, existeix dins del capil·lar un altre fenomen anomenat flux electroosmòtic que és degut al fet que la superfície interna del capil·lar està carregada. Aquest flux és el mateix dins de tot el capil·lar i afecta d'igual manera a totes les molècules arrossegant-les cap a un dels extrems.

## Prestacions
La inducció de l'alt potencial elèctric permet que la separació sigui més sensible entre les diferents molècules (augment de la resolució) i que el temps d'anàlisi sigui més curt.
L'eficàcia i la velocitat de la separació es poden millorar mitjançant l'optimització de diferents factors com són la temperatura, el voltatge aplicat, el mitjà de separació o el dissolvent en el qual es troba dissolta la mostra.
Generalment s'obtenen temps d'anàlisis bastant baixos si es compara amb altres tècniques de separació com la cromatografia de gasos o la de líquids. A més el consum de mostra i reactius és menor pel que se la pot considerar una tècnica més neta.
És molt versàtil, ja que es pot emprar per separar qualsevol tipus de compost triant ben el detector; es pot acoblar a un detector UV, de fluorescència, un espectròmetre de masses, etc.
Totes aquestes característiques converteixen l'electroforesi capil·lar en un mètode eficient i econòmic, capaç de separar centenars de components de forma simultània, emprant quantitats mínimes de mostres i reactius.

## Separació d'àcids nucleics
Per al cas del àcid desoxiribonucleic, els fragments a analitzar es troben units a marques fluorescents, que són detectades per un làser d'argó, el qual les excita a diferents longituds d'ona, aconseguint-se així l'anàlisi de múltiples fragments al mateix temps, que es mouran cap al pol positiu i se separaran d'acord amb la longitud del camp elèctric. Els de menor pes molecular viatjaran més ràpid a través del capil·lar, i els de major pes molecular ho faran més lentament.
En els últim anys, aquesta tècnica ha contribuït a l'enfortiment de la ciència i la medicina moderna. Gràcies als avantatges que proveeix l'EC, la seqüenciació de l'ADN ha pogut automatitzar-se, permetent poder conèixer les seqüències genòmiques amb major velocitat i especificitat (15 mil milions de nucleòtids de seqüència en menys d'un any).

## Electroforesi capil·lar sensible a la conformació (CSCE)
La CSCE s'utilitza per detectar la presència d'heterodúplexs mitjançant la tecnologia de fluorescència. És més ràpida i aconsegueix millors resultats que la DHPLC, ja que els productes de la reacció en cadena de la polimerasa poden multiplexar-se utilitzant colorants fluorescents múltiples. Una alteració en la seqüència del DNA pot produir una conformació diferent, amb diferent mobilitat electroforètica, i pot emprar-se un polímer adequat per a la identificació.